# آنا فرناندس (بازیگر)
آنا فرناندس (اسپانیایی: Ana Fernández‎؛ زادهٔ ۱۹ مهٔ ۱۹۶۳) بازیگر اهل اسپانیا است.
از فیلم‌ها یا برنامه‌های تلویزیونی که وی در آنها نقش داشته است، می‌توان به با او حرف بزن و عروس اشاره کرد.
فرناندس برای بازی در فیلم زنان تنها به کارگردانی بنیتو سامبرانو در سال ۱۹۹۹، جایزه گویا برای بهترین بازیگر تازه‌وارد را دریافت کرد. او همچنین در فیلم با او حرف بزن به کارگردانی پدرو آلمودوار حضور داشت.